# ساكن العبيدة

تعديل مصدري - تعديل

ساكن العبيده هي إحدى قرى عزلة جعار بمديرية خنفر التابعة لمحافظة أبين، بلغ تعداد سكانها 331 نسمة حسب تعداد اليمن لعام 2004.